# 발리언트급 잠수함

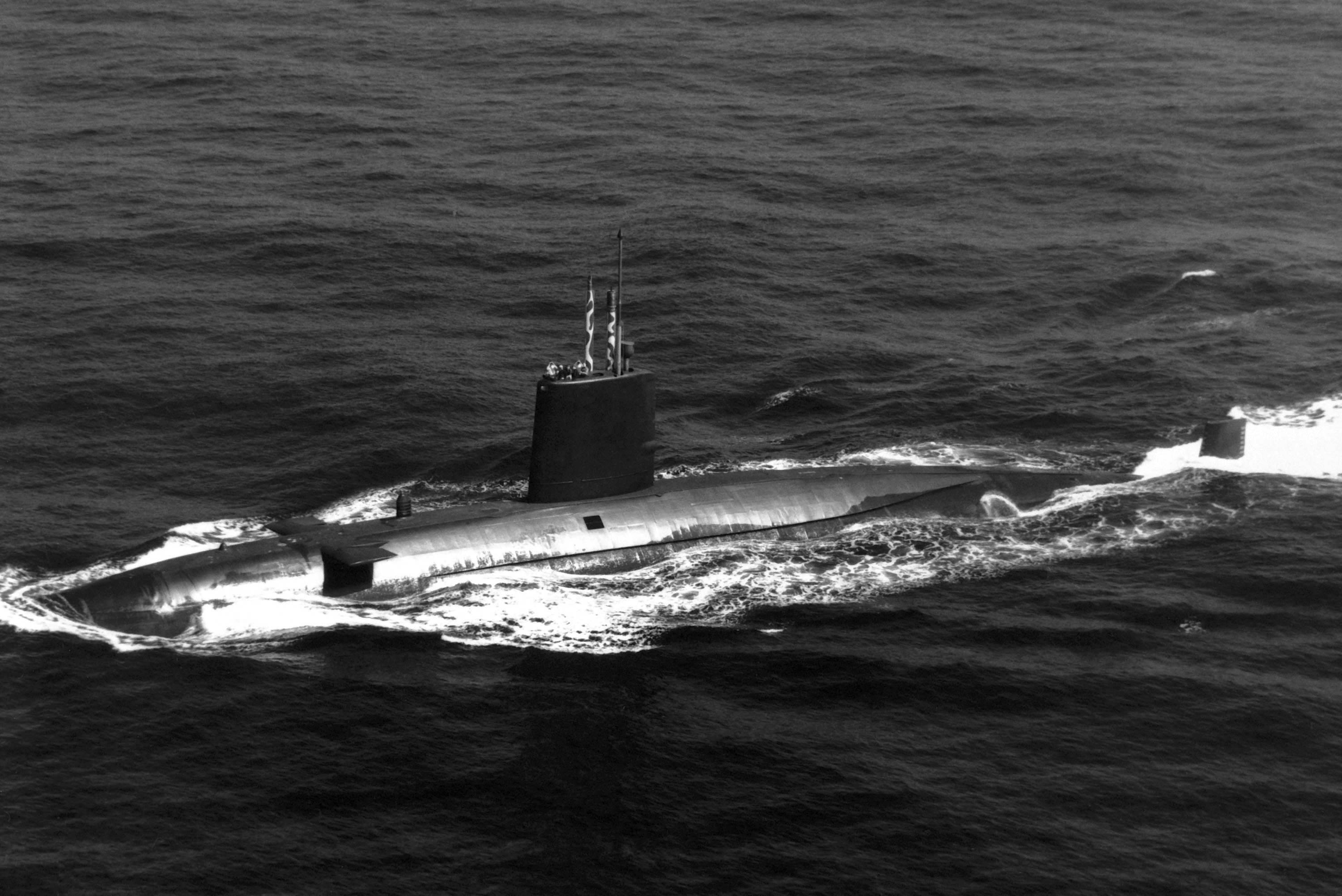

발리언트급 잠수함은 영국의 공격원잠(SSN)이다.

## 역사
발리언트급은 HMS 드레드노트 (S101)을 기반으로 하지만, 길이가 20피트 (6m) 확장되었으며, 수중 배수량도 4,000톤에 비해 4,900톤으로 늘어났다. HMS 드레드노트 (S101) 보다 개선된 사항으로, 주전원에서 훨씬 더 조용하게 작동하고 조용한 작동에 사용할 수 있는 Paxman 디젤 발전기를 장착했다. 디젤 발전기 이외의 대부분의 다른 사항은 드레드노트와 동일했다.
발리언트급은 주로 냉전 시대에 중요한 대잠수함전 임무에 사용되었다. 1967년 발리언트함은 싱가포르에서 영국까지 28일 만에 12,000 마일 (19,312km)를 항해해서, 영국 해군 신기록을 세웠다. 두 배 모두 하푼 미사일을 사용할 수 있는 능력을 포함하여, 여러 차례의 개량을 했다. 1982년 포클랜드 전쟁에 참전했다.
발리언트함은 300개 이상의 조기 항공 경고 경보를 전송했으며, 아르헨티나의 파타고니아 해안을 101일 동안 순찰했다. 발리언트함은 임무를 마치고 돌아 오는 아르헨티나 항공기가 잠수함 근처에서 폭탄을 투하해 약간의 피해를 입었다.
1976년 5월 2일, 워스파이트함에 영국 해군의 핵 잠수함 역사상 가장 심각한 사고 중 하나로 기록된 화재사건이 발생했다. 리버풀에 정박해 있는데, 디젤 발전기실에서 화재가 발생했다. 화재로 인해 잠수함의 선미 끝이 짙은 연기로 가득 차서 잠수함 승무원이 원자로의 상태를 모니터링하기가 매우 어려웠고, 워스파이트함 함장은 원자로 사고가 발생했을 경우 잠수함을 침몰시키는 것을 고려했다. 화재는 4시간 반 후에 리버풀 소방대의 민간 소방관들의 도움으로 결국 진압되었다. 잠수함의 해양 공학 장교 인 팀 캐논 중령은 화재 대응을 잘 한 공로로 en:Queen's Gallantry Medal을 수여받았다.
영국 최초의 핵잠수함 드레드노트는 열출력 78 MWt 웨스팅하우스 S5W 원자로 1기를 사용하며, 영국은 미제 웨스팅하우스 S5W 원자로와 동일한 출력인 롤스 로이스 PWR1 원자로를 개발해서 다음 핵잠수함인 발리언트급 잠수함 1번함부터 사용했다.
1번함 발리언트, 2번함 워스파이트 2척이 건조되었다.
발리언트급 다음으로, 처칠급 잠수함 3척이 건조되었다. 수중 배수량 4900톤, 롤스 로이스 PWR1 원자로 1기를 사용하는 것은 발리언트급과 동일하다.